# Robert Roanne
Pour les articles homonymes, voir Roanne (homonymie).
Robert Beysens, dit Robert Roanne, est un acteur belge, né le 28 septembre 1929 à Anvers et mort le 7 mai 2016.

## Biographie
Ancien coureur de fond, Robert Roanne a d'abord couru sous son vrai nom avant de choisir le premier pseudonyme de Georges Claude, sous lequel il fait ses premières figurations. Après avoir suivi le cours de Marcelle Dambremont organisé par le Théâtre royal des Galeries, il travaille quelque temps dans l'immobilier, puis se consacre exclusivement au théâtre sous le nom de Robert Roanne. Il a joué dans des centaines de pièces sur les scènes belges du Théâtre royal des Galeries, du Théâtre royal du Parc, du Théâtre de Poche, du Rideau de Bruxelles et du Théâtre du Vaudeville, entre autres. 

### Monsieur MeulemeesteretMonsieur Coppenolle
Robert Roanne a joué le rôle de Monsieur Meulemeester dans l'adaptation de 1978 du Mariage de mademoiselle Beulemans. Son rôle le plus important est celui de Monsieur Coppenolle dans la pièce Bossemans et Coppenolle, « rôle qu'il aimait beaucoup jouer et probablement celui qui l'a le plus marqué ». En 1989, il reprendra le rôle pour la suite, Bossemans et Coppenolle à Hollyfoot de Myriam Van Stalle, fille de Paul Van Stalle, coauteur avec Joris d'Hanswyck de la pièce initiale.

### Petits rôles au cinéma
Au cinéma, Robert Roanne joue quelques petits rôles, notamment dans Le Far West (1973) de Jacques Brel, Isabelle devant le désir (1975) de Jean-Pierre Berckmans et Merci Monsieur Robertson (1986) de Pierre Levie.

## Citation
« Robert Roanne avait fort marqué le rôle de Coppenolle à l’époque, tout comme Marcel Roels l’avait fait. »

— par le comédien Daniel Hanssens